# Нурлибоев, Фаррух Бахтиёрович
Фарру́х Бахтиёрович Нурлибо́ев (узб. Farrux Baxtiyorovich Nurliboyev; 6 июня 1991 года, Алмалык, Узбекская ССР, СССР) — узбекистанский футболист, защитник.
Начинал карьеру в клубе «Алмалык» в 2008 году. Выступал за данный клуб вплоть до 2013 года. Сыграл более 30 игр. В 2014 году играл за ташкентский клуб «НБУ-Азия». Далее несколько сезонов играл за хаккулабадский «Нарын». В 2018 году перешёл в кыргызстанскую «Академию» из Оша.
В 2010 году стал привлекаться в национальную сборную Узбекистана. Всего сыграл один матч за сборную, 25 декабря 2010 года в товарищеском матче против сборной Бахрейна, который завершился со счётом 1:1. В январе 2011 года вместе со сборной Узбекистана участвовал в Кубке Азии 2011 в Катаре, на котором сборная Узбекистана дошла до полуфинала. На Кубке Азии ни разу не вышел на поле, оставшись в запасе.